# Centralgatan

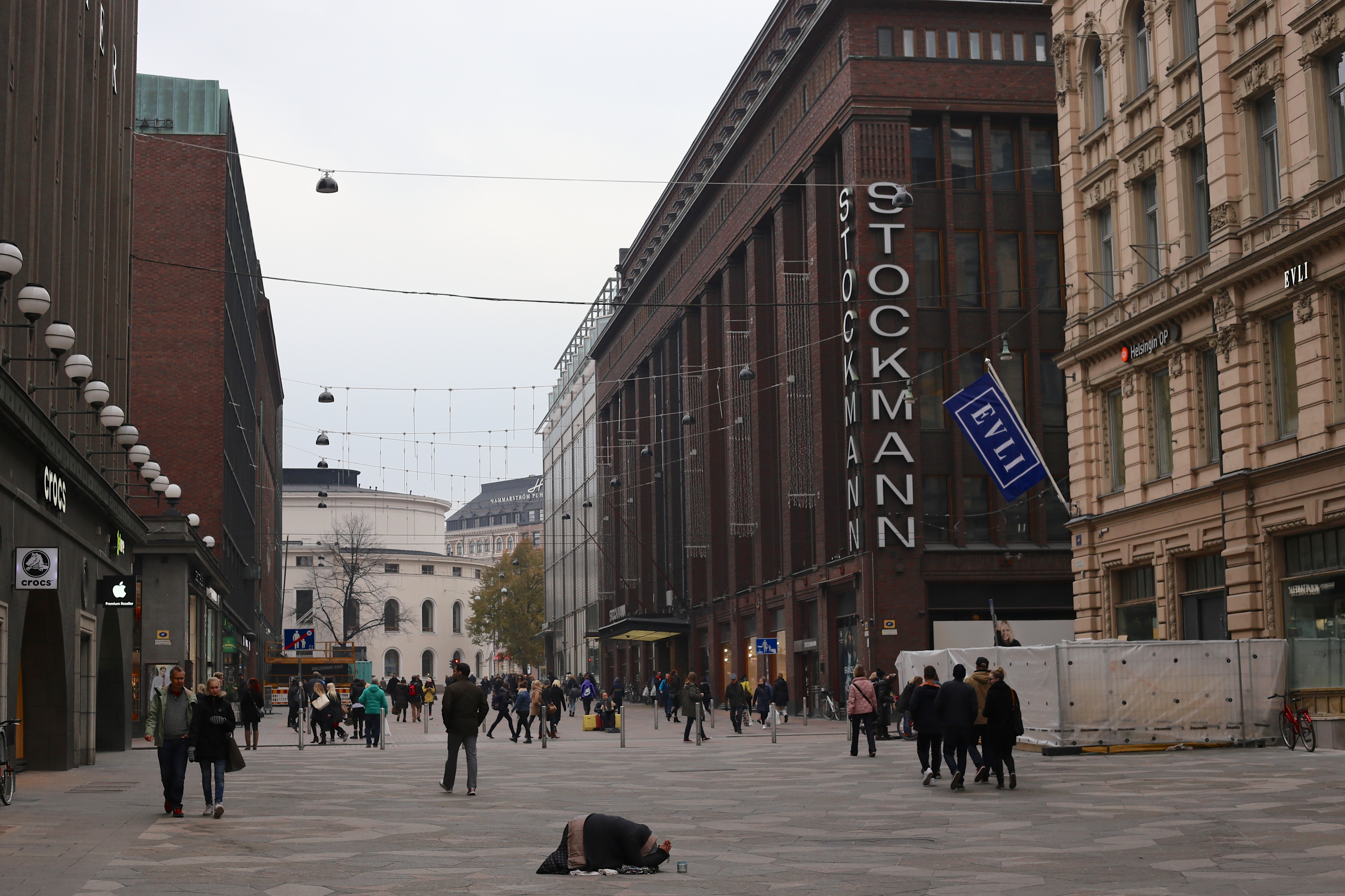
Centralgatan söderut 2015

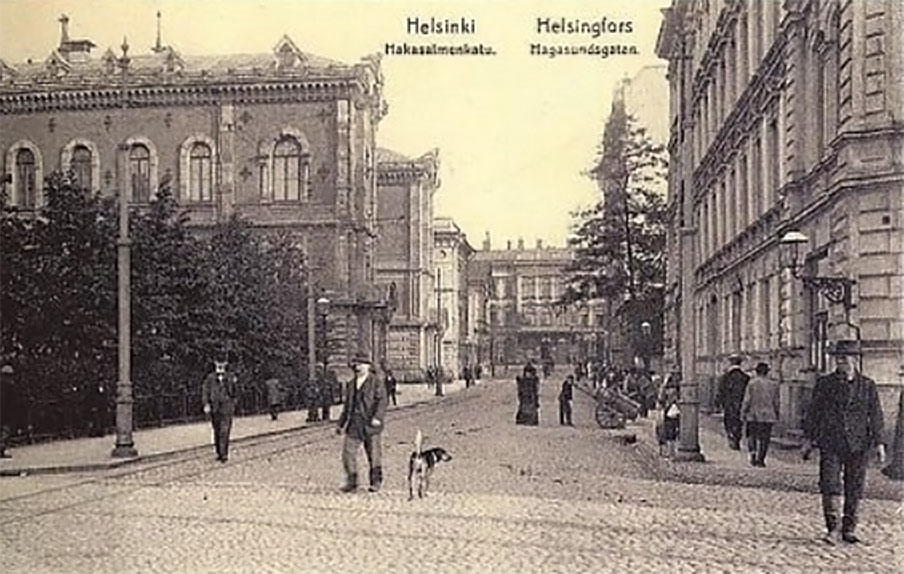
Centralgatan, dåvarande Hagasundsgatan, i början av 1900-talet. Till höger Skoha-huset, som ersattes av Korvhuset på 1960-talet. Till vänster Helsingfors FBK:s hus.

Centralgatan (finska: Keskuskatu) är en två kvarter lång gata i Helsingfors centrum som går mellan Brunnsgatan och Norra Esplanaden och korsar Alexandersgatan. Längs gatan ligger bland annat Stockmanns varuhus, World Trade Center och Korvhuset. Centralgatan slutar framför Helsingfors centralstation. Sedan sommaren 2014 är hela gatan en gågata, som är beklädd med granitstenar med mönster i penrosemönster.
Ursprungligen hette Centralgatan Hagasundsgatan och sträckte sig endast ett kvarter mellan Alexandersgatan och Brunnsgatan. Enligt en stadsplan år 1920 förlängdes stråket genom kvarter 95 till Norra Esplanaden, och då fick också Stockmannkvarteret sin nuvarande form. Förlängningen av gatan hängde delvis ihop med planerna för varuhuset och flera gamla byggnader revs undan varuhuset och den nya gatusträckningen, till exempel Ekbergs Cafés ursprungliga byggnad. Eftersom Stockmann ägde marken, ingick staden och företaget ett avtal om att Stockmann får rätt att utnyttja området under gatan. Senare har varuhusets utrymmen byggts ut under Centralgatan. Gatan fick sitt nuvarande namn 1928 på förslag av Stockmann.